# 承德专区
承德专区，中华人民共和国河北省已撤销的行政区，在今河北省北部。1955年置，专员公署驻承德市。辖原属热河省的青龙、兴隆、平泉、滦平、丰宁、隆化、围场、承德8县。
1958年，承德市划归承德专署领导；撤销承德县，并入承德市和兴隆县。1960年，承德市升为地级市；承德专区撤销，辖县划归承德市。
1961年，复设承德专区，专署驻承德市；承德市降为县级市，恢复承德县。1962年，由青龙、承德2县析置宽城县。专区辖1市9县。
1968年，撤销承德专区，改置承德地区。

## 承德地区
承德地区辖原承德专区的承德市、青龙县、宽城县、兴隆县、平泉县、承德县、滦平县、丰宁县、隆化县、围场县，共1市、9县。
1983年5月5日，将青龙县划归秦皇岛市管辖。
1983年11月15日，承德市升为省辖市，将承德县划归承德市管辖。
1986年12月2日，撤销丰宁县，设立丰宁满族自治县。
1989年6月29日，撤销围场县、宽城县，设立围场满族蒙古族自治县和宽城满族自治县。
1993年6月19日，撤销承德地区，实行地、市合并。将兴隆、平泉、滦平、隆化县和丰宁满族自治县、宽城满族自治县、围场满族蒙古族自治县7县划归承德市管辖。